# Maria Montessoriová (film)
Maria Montessoriová je dvoudílný volně inspirovaný italský životopisný film režiséra Gianluca Maria Tavarelli z roku 2006 o životě Marie Montessori, italské lékařky a pedagožky.

## Obsazení
| Paola Cortellesiová | Maria Montessori            |
| Massimo Poggio      | profesor Giuseppe Montesano |